# Syrphoctonus interstinctus
Syrphoctonus interstinctus är en stekelart som först beskrevs av Dasch 1964.  Syrphoctonus interstinctus ingår i släktet Syrphoctonus och familjen brokparasitsteklar. Inga underarter finns listade i Catalogue of Life.